# Anii 250 î.Hr.
Secole: Secolul al IV-lea î.Hr. - Secolul al III-lea î.Hr. - Secolul al II-lea î.Hr.
Decenii: Anii 300 î.Hr. Anii 290 î.Hr. Anii 280 î.Hr. Anii 270 î.Hr. Anii 260 î.Hr. - Anii 250 î.Hr. - Anii 240 î.Hr. Anii 230 î.Hr. Anii 220 î.Hr. Anii 210 î.Hr. Anii 200 î.Hr.
Anii: 260 î.Hr. | 259 î.Hr. | 258 î.Hr. | 257 î.Hr. | 256 î.Hr. | 255 î.Hr. | 254 î.Hr. | 253 î.Hr. | 252 î.Hr. | 251 î.Hr. | 250 î.Hr.
Evenimente